# Why I Love You
Why I Love You è un brano musicale di Jay-Z & Kanye West pubblicato come quarto singolo estratto dall'album Watch the Throne, pubblicato il 13 settembre 2011.

## Descrizione
Why I Love You campiona il brano del 2010 I <3 U So del duo francese di musica house Cassius, che a sua volta era basato su un campionamento di I Feel a Song (In My Heart) di Sandra Richardson del 1971.

## Accoglienza
Alexis Petridis del The Guardian ha dichiarato che la canzone è «pura esaltazione pop», osservando che «questo pezzo di massimalismo piuttosto piacevole si sente a casa sua in un album così esteso». Tom Breihan di Pitchfork si sofferma sul significato del brano in cui i due rapper danno voce ai «tradimenti dei colleghi del passato», definendolo uno dei momenti che colpiscono maggiormente l'ascoltatore.
Kyle Anderson di Entertainment Weekly è stata meno entusiasta del brano, scrivendo che «tutto cade a pezzi nella chiusura dell'album, Why I Love You, che esalta a tal punto l'amore di West per il bombardamento prog-rock da sembrare che il crooner ospite Mr Hudson stia cercando di cantare il ritornello su un bootleg mal registrato di un concerto dei Muse».

## Tracce
Download digitale
1. Why I Love You - 3:21

## Classifiche
| Classifica (2011) | Posizione più alta |
| ----------------- | ------------------ |
| Belgio (Vallonia) | 14                 |
| Corea del Sud     | 94                 |
| Francia           | 56                 |
| Irlanda           | 21                 |
| Regno Unito       | 87                 |
| Svizzera          | 52                 |